# Castellanza
Castellanza és un municipi italià de la província de Varese, regió de la Llombardia, amb 14.409 habitants.